# Comuna Șîroke, Vasîlivka
Șîroke (în ucraineană Широке) este o comună în raionul Vasîlivka, regiunea Zaporijjea, Ucraina, formată din satele Cervonoarmiiske, Hrozove, Konovalova, Peremojne, Șîroke (reședința) și Ternuvate.

## Demografie
Componența lingvistică a comunei Șîroke
     Ucraineană (90,58%)
     Rusă (9,29%)
     Alte limbi (0,14%)
Conform recensământului din 2001, majoritatea populației comunei Șîroke era vorbitoare de ucraineană (90,58%), existând în minoritate și vorbitori de rusă (9,29%).